# جين داي
جين داي هو فنان قصص مصورة كندي، ولد في 13 أغسطس 1951 في كندا، وتوفي في 23 سبتمبر 1982 في Gananoque ‏ في كندا بسبب نوبة قلبية.